# تخصصات بيطرية
تخصصات بيطرية (بالإنجليزية: Veterinary specialties)‏ الأخصائي البيطري هو طبيب بيطري متخصص في مجال سريري بيطري، تتطلب معظم التخصصات تدريبًا لمدة عام واحد أو عامين من الممارسة السريرية قبل البدء في الإقامة لمدة تتراوح بين 3 و 4 سنوات، تتطلب معظم التخصصات من المقيم تقديم مساهمة أكاديمية غالباً في شكل منشور علمي من أجل التأهل لامتحان الشهادة.
القبول أو الدخول في برنامج الإقامة المتخصصة في الطب البيطري تنافسي للغاية في الولايات المتحدة وكندا إذ يحتاج الطبيب البيطري إلى إكمال تدريب لمدة عام واحد أو الحصول على خبرة سريرية لمدة عامين في بعض برامج الإقامة.
يمكن استشارة أخصائي بيطري عندما تتطلب حالة حيوان رعاية متخصصة تتجاوز بكثير ما يمكن أن يقدمه طبيب بيطري عام، فالعديد من الأطباء البيطريين المتخصصين يتطلبون إحالة لكي يتم رؤيتهم، بعد العلاج، يظل أخصائي الطب البيطري على اتصال وثيق مع الطبيب البيطري الذي أحال إليه الحيوان لتقديم اقتراحات واستشارات علاجية مستمرة، يمكن للأطباء البيطريين الأخصائيين أن يكسبوا مادياً ضعفين إلى ثلاث أضعاف أكثر من الأطباء البيطريين العامين.